# Góry De Longa
Góry De Longa (ang. De Long Mountains) – pasmo górskie w północno-zachodniej Alasce (Stany Zjednoczone), w zachodniej części większego pasma Gór Brooksa. Rozciąga się równoleżnikowo na długości blisko 250 km. Znajduje się na pograniczu okręgów administracyjnych North Slope i Northwest Arctic. Najwyższy szczyt to Black Mountain (1530 m n.p.m.). 
Pasmo nazwane zostało w 1886 roku na cześć badacza Arktyki, komandora porucznika George′a Washingtona De Longa.